# 1. Fußball-Club Köln 01/07 1967-1968
Questa voce raccoglie le informazioni riguardanti il 1. Fußball-Club Köln 01/07 nelle competizioni ufficiali della stagione 1967-1968.

## Stagione
Nella stagione 1967-1968 il Colonia, allenato da Willy Multhaup, concluse il campionato di Bundesliga al 4º posto. In Coppa di Germania il Colonia perse la finale con il Bochum. In Coppa delle Fiere il Colonia fu eliminato al secondo turno dal Rangers.

## Rosa
| N. |                     | Ruolo | Calciatore          |
| -- | ------------------- | ----- | ------------------- |
|    | Germania (bandiera) | P     | Paul Heyeres        |
|    | Germania (bandiera) | P     | Anton Schumacher    |
|    | Serbia (bandiera)   | P     | Milutin Šoškić      |
|    | Germania (bandiera) | D     | Mathias Hemmersbach |
|    | Germania (bandiera) | D     | Fritz Pott          |
|    | Germania (bandiera) | D     | Wolfgang Rausch     |
|    | Germania (bandiera) | D     | Anton Regh          |
|    | Germania (bandiera) | D     | Reinhard Roder      |
|    | Germania (bandiera) | D     | Jürgen Rumor        |
|    | Germania (bandiera) | D     | Karl-Heinz Struth   |
|    | Germania (bandiera) | D     | Wolfgang Weber      |
|    | Germania (bandiera) | C     | Bernhard Hermes     |

| N. |                     | Ruolo | Calciatore         |
| -- | ------------------- | ----- | ------------------ |
|    | Germania (bandiera) | C     | Wolfgang Overath   |
|    | Germania (bandiera) | C     | Heinz Simmet       |
|    | Germania (bandiera) | A     | Paul Alger         |
|    | Germania (bandiera) | A     | Helmut Bergfelder  |
|    | Germania (bandiera) | A     | Heinz Flohe        |
|    | Germania (bandiera) | A     | Heinz Hornig       |
|    | Germania (bandiera) | A     | Jürgen Jendrossek  |
|    | Germania (bandiera) | A     | Hannes Löhr        |
|    | Germania (bandiera) | A     | Dietmar Mürdter    |
|    | Germania (bandiera) | A     | Carl-Heinz Rühl    |
|    | Germania (bandiera) | A     | Karl-Heinz Thielen |

## Organigramma societario
Area tecnica
- Allenatore: Willy Multhaup
- Allenatore in seconda: Hans Schäfer
- Preparatore dei portieri:
- Preparatori atletici:

## Calciomercato

### Sessione estiva
| Acquisti | Acquisti        | Acquisti        | Acquisti |
| R.       | Nome            | da              | Modalità |
| -------- | --------------- | --------------- | -------- |
| P        | Paul Heyeres    | Colonia II      |          |
| A        | Dietmar Mürdter | Göttingen       |          |
| D        | Reinhard Roder  | Göttingen       |          |
| A        | Carl-Heinz Rühl | Duisburg        |          |
| C        | Heinz Simmet    | Rot-Weiss Essen |          |

| Cessioni | Cessioni        | Cessioni         | Cessioni |
| R.       | Nome            | a                | Modalità |
| -------- | --------------- | ---------------- | -------- |
| A        | Roger Magnusson | Juventus         |          |
| C        | Hans Sturm      | Viktoria Colonia |          |

### Sessione invernale
| Acquisti | Acquisti | Acquisti | Acquisti |
| R.       | Nome     | da       | Modalità |
| -------- | -------- | -------- | -------- |

| Cessioni | Cessioni            | Cessioni | Cessioni |
| R.       | Nome                | a        | Modalità |
| -------- | ------------------- | -------- | -------- |
| A        | Franz-Peter Neumann | Vitesse  |          |

## Risultati

### Bundesliga

#### Girone di andata
| Arbitro: | Schreiner |

|                              |           |  |
| Bandura 5’ Heynckes 71’, 83’ | Marcatori |  |

| Arbitro: | Biwersi |

|           |           |  |
| Flohe 76’ | Marcatori |  |

| Arbitro: | Redelfs |

|  |           |                        |
|  | Marcatori | 51’ Rühl 59’, 89’ Löhr |

| Arbitro: | Riegg |

|                                                      |           |  |
| Löhr 2’, 57’, 88’ Rühl 53’, 66’ Weber 78’ Simmet 90’ | Marcatori |  |

| Arbitro: | Jacobi |

|                        |           |  |
| Wosab 40’ Emmerich 90’ | Marcatori |  |

| Arbitro: | Herden |

|                             |           |                      |
| Rühl 59’ Overath 70’ (rig.) | Marcatori | 13’ Weiß 23’ Huttary |

| Arbitro: | Schulenburg |

|  |           |          |
|  | Marcatori | 26’ Löhr |

| Arbitro: | Siebert |

|          |           |                                        |
| Löhr 85’ | Marcatori | 43’, 65’ Rupp 79’ Bjørnmose 88’ Lorenz |

| Arbitro: | Seiler |

|                           |           |          |
| Linsenmaier 62’ Gayer 77’ | Marcatori | 49’ Löhr |

| Arbitro: | Horstmann |

|                                                |           |  |
| Flohe 3’ Overath 15’, 66’ (rig.) Löhr 28’, 62’ | Marcatori |  |

| Arbitro: | Handwerker |

|                            |           |          |
| Krämer 38’ Seeler 47’, 56’ | Marcatori | 44’ Rühl |

| Arbitro: | Ohmsen |

|                                       |           |                                  |
| Flohe 43’ Rühl 63’ Overath 72’ (rig.) | Marcatori | 9’ Strehl 54’ Brungs 74’ Leupold |

| Arbitro: | Redelfs |

|                    |           |               |
| Schämer 85’ (rig.) | Marcatori | 15’, 68’ Löhr |

| Arbitro: | Spinnler |

|                              |           |  |
| Overath 6’ Löhr 38’ Rühl 58’ | Marcatori |  |

| Arbitro: | Wengenmayer |

|                     |           |                                                  |
| Löhr 32’ Simmet 89’ | Marcatori | 35’, 87’ Wimmer 65’, 67’ Meyer 85’ (rig.) Netzer |

| Arbitro: | Herden |

|                                       |           |               |
| Ferdinand 5’, 76’ Gronen 8’ Krott 56’ | Marcatori | 25’, 33’ Löhr |

| Arbitro: | Betz |

|             |           |  |
| Thielen 61’ | Marcatori |  |

#### Girone di ritorno
| Arbitro: | Kreitlein |

|                     |           |           |
| Löhr 25’ Simmet 72’ | Marcatori | 48’ Irtel |

| Arbitro: | Sturm |

|  |           |         |
|  | Marcatori | 3’ Löhr |

| Arbitro: | Schulenburg |

|                               |           |                                     |
| Löhr 40’, 75’ (rig.) Rühl 45’ | Marcatori | 15’, 25’ Koulmann 56’ (rig.) Müller |

| Arbitro: | Seiler |

|              |           |          |
| Wittkamp 17’ | Marcatori | 44’ Löhr |

| Arbitro: | Schreiner |

|                                  |           |  |
| Löhr 62’ Rühl 73’ Jendrossek 83’ | Marcatori |  |

| Arbitro: | Ott |

|                        |           |  |
| Gress 4’ Handschuh 27’ | Marcatori |  |

| Arbitro: | Schäfer |

|                                   |           |  |
| Löhr 32’, 50’ Rühl 77’ Hornig 82’ | Marcatori |  |

| Arbitro: | Handwerker |

|                                      |           |                 |
| Bjørnmose 10’ Danielsen 42’ Rupp 62’ | Marcatori | 75’ (rig.) Pott |

| Arbitro: | Herbort |

|                      |           |                 |
| Löhr 44’ Thielen 89’ | Marcatori | 86’ Linsenmaier |

| Arbitro: | Wengenmayer |

|                            |           |          |
| Kapitulski 75’ (rig.), 80’ | Marcatori | 48’ Löhr |

| Arbitro: | Fritz |

|               |           |            |
| Rühl 63’, 68’ | Marcatori | 87’ Seeler |

| Arbitro: | Herden |

|                        |           |          |
| Volkert 30’ Starek 47’ | Marcatori | 50’ Rühl |

| Arbitro: | Schulenburg |

|                                                    |           |                |
| Overath 13’ Jendrossek 37’ Flohe 44’, 56’ Löhr 90’ | Marcatori | 77’ Hölzenbein |

| Arbitro: | Reil |

|                           |           |                       |
| Kremer 44’, 65’ Budde 66’ | Marcatori | 77’ Overath 87’ Weber |

| Arbitro: | Schreiner |

|                   |           |  |
| Netzer 23’ (rig.) | Marcatori |  |

| Arbitro: | Binder |

|                                           |           |          |
| Hemmersbach 1’ Overath 32’ Jendrossek 52’ | Marcatori | 72’ Sell |

| Arbitro: | Seiler |

|             |           |                         |
| Polywka 42’ | Marcatori | 10’ Overath 18’ Thielen |

### Coppa di Germania
| Arbitro: | Herbort |

|                   |           |                                     |
| Kittel 63’ (rig.) | Marcatori | 17’, 84’ Pott 38’ Thielen 40’ Rumor |

| Arbitro: | Spinnler |

|             |           |             |
| Overath 83’ | Marcatori | 51’ Schämer |

| Arbitro: | Deuschel |

|  |           |                |
|  | Marcatori | 86’ Jendrossek |

| Arbitro: | Biwersi |

|           |           |           |
| Ulsaß 92’ | Marcatori | 110’ Löhr |

| Arbitro: | Kreitlein |

|                     |           |           |
| Overath 2’ Löhr 24’ | Marcatori | 53’ Ulsaß |

| Arbitro: | Tschenscher |

|                           |           |  |
| Thielen 11’ Löhr 24’, 50’ | Marcatori |  |

| Arbitro: | Riegg |

|                                   |           |              |
| Hornig 22’ Rühl 38’, 57’ Löhr 70’ | Marcatori | 37’ Böttcher |

### Coppa delle Fiere
| Arbitro: | Linemayr |

|                   |           |  |
| Rühl 40’ Löhr 49’ | Marcatori |  |

| Arbitro: | Bircsak |

|                   |           |                   |
| Tesař 3’ Lála 38’ | Marcatori | 50’ Löhr 60’ Rühl |

| Arbitro: | Jensen |

|                                 |           |  |
| Ferguson 51’, 72’ Henderson 63’ | Marcatori |  |

| Arbitro: | Bello |

|                               |           |                |
| Overath 1’ Weber 75’ Rühl 79’ | Marcatori | 118’ Henderson |

## Statistiche

### Statistiche di squadra
| Competizione      | Punti | In casa | In casa | In casa | In casa | In casa | In casa | In trasferta | In trasferta | In trasferta | In trasferta | In trasferta | In trasferta | Totale | Totale | Totale | Totale | Totale | Totale | DR  |
| Competizione      | Punti | G       | V       | N       | P       | Gf      | Gs      | G            | V            | N            | P            | Gf           | Gs           | G      | V      | N      | P      | Gf     | Gs     | DR  |
| ----------------- | ----- | ------- | ------- | ------- | ------- | ------- | ------- | ------------ | ------------ | ------------ | ------------ | ------------ | ------------ | ------ | ------ | ------ | ------ | ------ | ------ | --- |
| Bundesliga        | 38    | 17      | 12      | 3       | 2       | 49      | 22      | 17           | 5            | 1            | 11           | 19           | 30           | 34     | 17     | 4      | 13     | 68     | 52     | +16 |
| Coppa di Germania | -     | 4       | 3       | 1       | 0       | 10      | 3       | 3            | 2            | 1            | 0            | 6            | 2            | 7      | 5      | 2      | 0      | 16     | 5      | +11 |
| Coppa delle Fiere | -     | 2       | 2       | 0       | 0       | 5       | 1       | 2            | 0            | 1            | 1            | 2            | 5            | 4      | 2      | 1      | 1      | 7      | 6      | +1  |
| Totale            | 38    | 23      | 17      | 4       | 2       | 64      | 26      | 22           | 7            | 3            | 12           | 27           | 37           | 45     | 24     | 7      | 14     | 91     | 63     | +28 |

### Andamento in campionato
| Giornata  | 1  | 2  | 3 | 4 | 5 | 6 | 7 | 8 | 9 | 10 | 11 | 12 | 13 | 14 | 15 | 16 | 17 | 18 | 19 | 20 | 21 | 22 | 23 | 24 | 25 | 26 | 27 | 28 | 29 | 30 | 31 | 32 | 33 | 34 |
| --------- | -- | -- | - | - | - | - | - | - | - | -- | -- | -- | -- | -- | -- | -- | -- | -- | -- | -- | -- | -- | -- | -- | -- | -- | -- | -- | -- | -- | -- | -- | -- | -- |
| Luogo     | T  | C  | T | C | T | C | T | C | T | C  | T  | C  | T  | C  | C  | T  | C  | C  | T  | C  | T  | C  | T  | C  | T  | C  | T  | C  | T  | C  | T  | T  | C  | T  |
| Risultato | P  | V  | V | V | P | N | V | P | P | V  | P  | N  | V  | V  | P  | P  | V  | V  | V  | N  | N  | V  | P  | V  | P  | V  | P  | V  | P  | V  | P  | P  | V  | V  |
| Posizione | 16 | 13 | 7 | 4 | 6 | 6 | 4 | 7 | 9 | 6  | 9  | 8  | 7  | 5  | 7  | 10 | 9  | 5  | 4  | 3  | 4  | 4  | 4  | 4  | 5  | 5  | 5  | 5  | 5  | 5  | 5  | 7  | 6  | 4  |

Legenda:

Luogo: C = Casa; T = Trasferta. Risultato: V = Vittoria; N = Pareggio; P = Sconfitta.

### Statistiche dei giocatori
| Giocatore      | Bundesliga | Bundesliga | Bundesliga  | Bundesliga | Coppa di Germania | Coppa di Germania | Coppa di Germania | Coppa di Germania | Coppa delle Fiere | Coppa delle Fiere | Coppa delle Fiere | Coppa delle Fiere | Totale   | Totale | Totale      | Totale     |
| Giocatore      | Presenze   | Reti       | Ammonizioni | Espulsioni | Presenze          | Reti              | Ammonizioni       | Espulsioni        | Presenze          | Reti              | Ammonizioni       | Espulsioni        | Presenze | Reti   | Ammonizioni | Espulsioni |
| -------------- | ---------- | ---------- | ----------- | ---------- | ----------------- | ----------------- | ----------------- | ----------------- | ----------------- | ----------------- | ----------------- | ----------------- | -------- | ------ | ----------- | ---------- |
| P. Alger       | 1          | 0          | 0           | 0          | 0                 | 0                 | 0                 | 0                 | 0                 | 0                 | 0                 | 0                 | 1        | 0      | 0           | 0          |
| H. Bergfelder  | 1          | 0          | 0           | 0          | 0                 | 0                 | 0                 | 0                 | 0                 | 0                 | 0                 | 0                 | 1        | 0      | 0           | 0          |
| R. Birkhölzer  | 0          | 0          | 0           | 0          | 0                 | 0                 | 0                 | 0                 | 0                 | 0                 | 0                 | 0                 | 0        | 0      | 0           | 0          |
| W. Biskup      | 0          | 0          | 0           | 0          | 0                 | 0                 | 0                 | 0                 | 0                 | 0                 | 0                 | 0                 | 0        | 0      | 0           | 0          |
| P. Blusch      | 0          | 0          | 0           | 0          | 0                 | 0                 | 0                 | 0                 | 0                 | 0                 | 0                 | 0                 | 0        | 0      | 0           | 0          |
| L. Bründl      | 0          | 0          | 0           | 0          | 0                 | 0                 | 0                 | 0                 | 0                 | 0                 | 0                 | 0                 | 0        | 0      | 0           | 0          |
| H. Flohe       | 17         | 5          | 0           | 0          | 5                 | 0                 | 0                 | 0                 | 4                 | 0                 | 0                 | 0                 | 26       | 5      | 0           | 0          |
| M. Hemmersbach | 33         | 1          | 0           | 0          | 6                 | 0                 | 0                 | 0                 | 4                 | 0                 | 0                 | 0                 | 43       | 1      | 0           | 0          |
| B. Hermes      | 1          | 0          | 0           | 0          | 0                 | 0                 | 0                 | 0                 | 0                 | 0                 | 0                 | 0                 | 1        | 0      | 0           | 0          |
| P. Heyeres     | 0          | 0          | 0           | 0          | 0                 | 0                 | 0                 | 0                 | 0                 | 0                 | 0                 | 0                 | 0        | 0      | 0           | 0          |
| H. Hornig      | 28         | 1          | 0           | 0          | 5                 | 1                 | 0                 | 0                 | 3                 | 0                 | 0                 | 0                 | 36       | 2      | 0           | 0          |
| J. Jendrossek  | 15         | 3          | 0           | 0          | 5                 | 1                 | 0                 | 0                 | 0                 | 0                 | 0                 | 0                 | 20       | 4      | 0           | 0          |
| H. Langanke    | 0          | 0          | 0           | 0          | 0                 | 0                 | 0                 | 0                 | 0                 | 0                 | 0                 | 0                 | 0        | 0      | 0           | 0          |
| H. Löhr        | 34         | 27         | 0           | 0          | 7                 | 5                 | 0                 | 0                 | 4                 | 2                 | 0                 | 0                 | 45       | 34     | 0           | 0          |
| D. Mürdter     | 2          | 0          | 0           | 0          | 0                 | 0                 | 0                 | 0                 | 0                 | 0                 | 0                 | 0                 | 2        | 0      | 0           | 0          |
| W. Overath     | 29         | 9          | 0           | 0          | 6                 | 2                 | 0                 | 0                 | 4                 | 1                 | 0                 | 0                 | 39       | 12     | 0           | 0          |
| F. Pott        | 25         | 1          | 0           | 0          | 7                 | 2                 | 0                 | 0                 | 3                 | 0                 | 0                 | 0                 | 35       | 3      | 0           | 0          |
| W. Rausch      | 22         | 0          | 0           | 0          | 3                 | 0                 | 0                 | 0                 | 4                 | 0                 | 0                 | 0                 | 29       | 0      | 0           | 0          |
| A. Regh        | 14         | 0          | 0           | 0          | 5                 | 0                 | 0                 | 0                 | 1                 | 0                 | 0                 | 0                 | 20       | 0      | 0           | 0          |
| R. Roder       | 11         | 0          | 0           | 0          | 0                 | 0                 | 0                 | 0                 | 1                 | 0                 | 0                 | 0                 | 12       | 0      | 0           | 0          |
| J. Rumor       | 15         | 0          | 0           | 0          | 2                 | 1                 | 0                 | 0                 | 1                 | 0                 | 0                 | 0                 | 18       | 1      | 0           | 0          |
| J. Röhrig      | 0          | 0          | 0           | 0          | 0                 | 0                 | 0                 | 0                 | 0                 | 0                 | 0                 | 0                 | 0        | 0      | 0           | 0          |
| C. Rühl        | 28         | 13         | 0           | 0          | 4                 | 2                 | 0                 | 0                 | 4                 | 3                 | 0                 | 0                 | 36       | 18     | 0           | 0          |
| A. Schumacher  | 9          | 0          | 0           | 0          | 2                 | 0                 | 0                 | 0                 | 2                 | 0                 | 0                 | 0                 | 13       | 0      | 0           | 0          |
| H. Simmet      | 31         | 3          | 0           | 0          | 7                 | 0                 | 0                 | 0                 | 4                 | 0                 | 0                 | 0                 | 42       | 3      | 0           | 0          |
| K. Struth      | 0          | 0          | 0           | 0          | 0                 | 0                 | 0                 | 0                 | 0                 | 0                 | 0                 | 0                 | 0        | 0      | 0           | 0          |
| K. Thielen     | 20         | 3          | 0           | 0          | 5                 | 2                 | 0                 | 0                 | 2                 | 0                 | 0                 | 0                 | 27       | 5      | 0           | 0          |
| W. Weber       | 31         | 2          | 0           | 0          | 7                 | 0                 | 0                 | 0                 | 3                 | 1                 | 0                 | 0                 | 41       | 3      | 0           | 0          |
| M. Šoškić      | 25         | 0          | 0           | 0          | 5                 | 0                 | 0                 | 0                 | 2                 | 0                 | 0                 | 0                 | 32       | 0      | 0           | 0          |